# Sin Li Mo
Sin Li Mo (o Xin Li Mo) (romanización de 莫新礼) (1934-1988) fue un botánico, pteridólogo, y profesor chino. Trabajó extensamente en el "Instituto de Botánica" de la Academia China de las Ciencias, Pekín.
Posee un registro de 37 identificaciones y clasificaciones de nuevas especies, subespecies, variedades, fundamentalmente de las familias Pinaceae, Theaceae, publicando habitualmente en Acta Phytotax. Sin.
- La abreviatura «S.L.Mo» se emplea para indicar a Sin Li Mo como autoridad en la descripción y clasificación científica de los vegetales.[4]